# Led Zeppelin/Auszeichnungen für Musikverkäufe

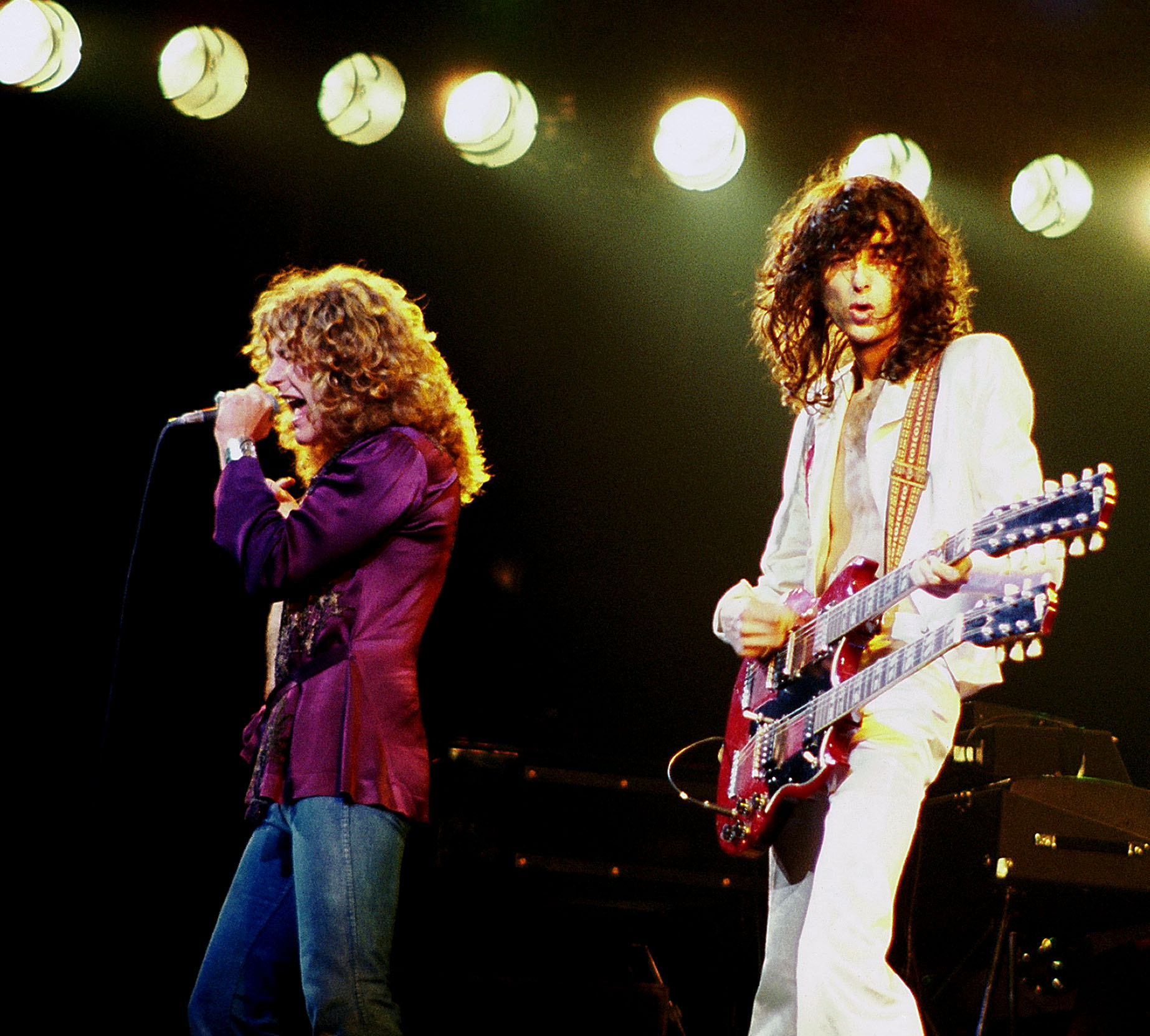
Plant (links) und Page mit Led Zeppelin (1977)

Dies ist eine Übersicht über die Auszeichnungen für Musikverkäufe der britischen Rockband Led Zeppelin. Die Auszeichnungen finden sich nach ihrer Art (Gold, Platin usw.), nach Staaten getrennt in chronologischer Reihenfolge, geordnet sowie nach den Tonträgern selbst, ebenfalls in chronologischer Reihenfolge, getrennt nach Medium (Alben, Singles usw.), wieder.

## Auszeichnungen
| - Norwegen - 1972: für das Album Led Zeppelin III - Vereinigtes Königreich - 1983: für das Album Coda - 2002: für das Album Early Days: Best of Led Zeppelin Volume One - 2010: für das Album Led Zeppelin Box Set Vol. 1 - 2020: für die Single Kashmir - 2021: für die Single Black Dog - 2022: für die Single Rock and Roll - 2023: für das Lied Ramble On - 2024: für die Single Good Times Bad Times - 2025: für das Lied Going to California - Argentinien - 1993: für das Album Led Zeppelin - 1993: für das Album Led Zeppelin II - 1993: für das Album Recintos de lo sagrado - 1993: für das Album In Through the Out Door - 1993: für das Album Houses of the Holy - 1993: für das Album Physical Graffiti - 2003: für das Album The Song Remains the Same - Australien - 1982: für das Album Coda - 2012: für das Album Celebration Day - Belgien - 2010: für das Album Mothership - Brasilien - 1999: für das Album Remasters - 2003: für das Album How the West Was Won - Dänemark - 2008: für das Album Mothership - 2012: für das Album Celebration Day - 2023: für das Album Led Zeppelin IV - Deutschland - 1986: für das Album The Song Remains the Same - 1989: für das Album Physical Graffiti - 1993: für das Album Led Zeppelin - 1993: für das Album Houses of the Holy - 1994: für das Album Led Zeppelin III - Finnland - 1990: für das Album Remasters - 2007: für das Album Mothership - 2012: für das Album Celebration Day - Frankreich - 1977: für das Album Physical Graffiti - 1980: für das Album The Song Remains the Same - 1982: für das Album Led Zeppelin - 2012: für das Album Celebration Day - Irland - 2012: für das Album Celebration Day - Italien - 2019: für das Album Remasters - 2020: für das Album Physical Graffiti - 2023: für das Album Houses of the Holy - Japan - 1993: für das Album Led Zeppelin - 1997: für das Album BBC Sessions - 2003: für das Videoalbum Led Zeppelin - 2007: für das Album Mothership - Kanada - 2001: für das Album Early Days: Best of Led Zeppelin Volume One - Mexiko - 2012: für das Album Celebration Day - Neuseeland - 2021: für die Single Good Times Bad Times - 2023: für die Single Rock and Roll - 2024: für die Single D’yer Mak’er - 2024: für die Single Over the Hills and Far Away - 2024: für das Album Led Zeppelin - Norwegen - 1997: für das Album Remasters - Österreich - 1991: für das Album Led Zeppelin II - 2000: für das Album Remasters - 2007: für das Album Mothership - 2013: für das Album Celebration Day - Portugal - 2024: für das Album Led Zeppelin IV - Schweden - 1970: für das Album Led Zeppelin II - 2013: für das Album Celebration Day - Schweiz - 1991: für das Album Led Zeppelin - 1993: für das Album Led Zeppelin III - 1994: für das Album Remasters - 2007: für das Album Mothership - 2013: für das Album Celebration Day - Spanien - 2000: für das Album Led Zeppelin - 2000: für das Album Led Zeppelin II - Südafrika - 1973: für das Album Led Zeppelin IV - Ungarn - 2013: für das Album Celebration Day - 2015: für das Album In Through the Out Door - Vereinigte Staaten - 1970: für die Single Whole Lotta Love - 2004: für das Album Led Zeppelin Box Set Vol. 2 - Vereinigtes Königreich - 2003: für das Album How the West Was Won - 2013: für das Album BBC Sessions - Frankreich - 2001: für das Album Led Zeppelin II - 2001: für das Album Houses of the Holy - 2001: für das Album In Through the Out Door | - Argentinien - 1993: für das Album Zoso - 1993: für das Album Led Zeppelin IV - 1997: für das Album Remasters - 2003: für das Album Led Zeppelin III - 2003: für das Videoalbum Led Zeppelin - Brasilien - 2013: für das Album Celebration Day - 2013: für das Videoalbum Celebration Day - 2021: für das Album Led Zeppelin IV - Dänemark - 2023: für die Single Stairway to Heaven - Deutschland - 2000: für das Album Remasters - 2003: für das Album Led Zeppelin II - 2013: für das Album Celebration Day - Europa - 2009: für das Album Mothership - Finnland - 2007: für das Videoalbum Led Zeppelin - Frankreich - 1997: für das Album Remasters - 2001: für das Album Led Zeppelin III - 2013: für das Album Mothership - Italien - 2013: für das Album Mothership - 2014: für das Album Celebration Day - 2018: für die Single Whole Lotta Love - 2019: für das Album Led Zeppelin - 2020: für das Album Led Zeppelin II - 2021: für das Album Led Zeppelin III - 2024: für die Single Immigrant Song - Japan - 1980: für das Album Led Zeppelin IV - Kanada - 2004: für das Album How the West Was Won - Neuseeland - 1976: für das Album Presence - 1983: für das Album Coda - 2021: für die Single Whole Lotta Love - 2022: für das Lied Ramble On - 2023: für die Single Black Dog - 2023: für die Single Kashmir - 2024: für das Lied Going to California - Polen - 2012: für das Album Mothership - Portugal - 2004: für das Videoalbum Led Zeppelin - Schweiz - 2013: für das Videoalbum Celebration Day - Spanien - 1998: für das Album Remasters - 2000: für das Album Led Zeppelin III - 2000: für das Album Led Zeppelin IV - 2000: für das Album Houses of the Holy - 2024: für die Single Stairway to Heaven - 2025: für die Single Immigrant Song - 2025: für die Single Whole Lotta Love - Vereinigte Staaten - 1983: für das Album Coda - 2001: für das Album Early Days: Best of Led Zeppelin Volume One - 2003: für das Album How the West Was Won - 2004: für das Album Early Days and Latter Days - Vereinigtes Königreich - 1979: für das Album The Song Remains the Same - 1988: für das Album Houses of the Holy - 2004: für das Album Presence - 2004: für das Album In Through the Out Door - 2005: für das Album Early Days and Latter Days - 2013: für das Album Led Zeppelin III - 2020: für das Album Celebration Day - 2022: für die Single Immigrant Song - 2023: für die Single Whole Lotta Love - Deutschland - 2003: für das Album Led Zeppelin IV - 2012: für das Album Mothership - Australien - 1996: für das Album Houses of the Holy - 1999: für das Album Led Zeppelin - 2007: für das Album In Through the Out Door - 2014: für das Album Mothership - Deutschland - 2010: für das Videoalbum Mothership - Frankreich - 2001: für das Album Led Zeppelin IV - Italien - 2019: für die Single Stairway to Heaven - 2025: für das Album Led Zeppelin IV - Kanada - 2012: für das Album Celebration Day - Neuseeland - 1975: für das Album Physical Graffiti - 1980: für das Album In Through the Out Door - 2018: für das Album Celebration Day - 2024: für die Single Immigrant Song - Norwegen - 2021: für das Album Led Zeppelin IV - Schweiz - 1997: für das Album Led Zeppelin IV - Vereinigte Staaten - 1997: für das Album Remasters - 1999: für das Album The Complete Studio Recordings - 2001: für das Album BBC Sessions - 2008: für das Album Mothership - Vereinigtes Königreich - 2001: für das Album Remasters - 2005: für das Album Physical Graffiti - 2006: für das Album Led Zeppelin - 2025: für die Single Stairway to Heaven | - Australien - 2006: für das Album Led Zeppelin III - 2009: für das Album Physical Graffiti - Europa - 2013: für das Album Remasters - Frankreich - 2004: für das Videoalbum Led Zeppelin - Irland - 2007: für das Album Mothership - Kanada - 2008: für das Album Mothership - Neuseeland - 1977: für das Album The Song Remains the Same - Vereinigte Staaten - 1997: für das Album Presence - 2014: für das Videoalbum Celebration Day - Deutschland - 2016: für das Videoalbum Celebration Day - Australien - 2007: für das Album Led Zeppelin II - Neuseeland - 2019: für das Album Mothership - 2024: für die Single Stairway to Heaven - Vereinigte Staaten - 1997: für das Album The Song Remains the Same - Vereinigtes Königreich - 2008: für das Album Led Zeppelin II - 2023: für das Album Mothership - Vereinigtes Königreich - 2013: für das Videoalbum Led Zeppelin - Vereinigte Staaten - 1997: für das Album In Through the Out Door - 1999: für das Album Led Zeppelin III - Vereinigtes Königreich - 2007: für das Album Led Zeppelin IV - 2014: für das Videoalbum The Song Remains the Same - Australien - 2008: für das Videoalbum Led Zeppelin - Neuseeland - 1990: für das Album Led Zeppelin IV - Vereinigte Staaten - 1999: für das Album Led Zeppelin - Australien - 2009: für das Album Led Zeppelin IV - Kanada - 2000: für das Album Led Zeppelin II - Australien - 2007: für das Album Remasters - Neuseeland - 1997: für das Album Remasters - Vereinigte Staaten - 1999: für das Album Houses of the Holy - Vereinigte Staaten - 1999: für das Album Led Zeppelin II - Vereinigte Staaten - 2012: für das Videoalbum Led Zeppelin - Vereinigte Staaten - 2006: für das Album Physical Graffiti - Vereinigte Staaten - 2021: für das Album Led Zeppelin IV - Brasilien - 2005: für das Videoalbum Led Zeppelin - Kanada - 1982: für das Album Led Zeppelin - Polen - 2012: für das Album Celebration Day - Vereinigte Staaten - 2001: für das Album Led Zeppelin Box Set Vol. 1 - Kanada - 1995: für das Album Led Zeppelin IV - 2004: für das Videoalbum Led Zeppelin |

## Auszeichnungen nach Alben

### Led Zeppelin
| Land/Region                  | Auszeichnungen für Musikverkäufe (Land/Region, Auszeichnung, Verkäufe) | Verkäufe   |
| ---------------------------- | ---------------------------------------------------------------------- | ---------- |
| Argentinien (CAPIF)          | Gold                                                                   | 30.000     |
| Australien (ARIA)            | 2× Platin                                                              | 140.000    |
| Deutschland (BVMI)           | Gold                                                                   | 250.000    |
| Frankreich (SNEP)            | Gold                                                                   | 100.000    |
| Italien (FIMI)               | Platin                                                                 | 50.000     |
| Japan (RIAJ)                 | Gold                                                                   | 100.000    |
| Kanada (MC)                  | Diamant                                                                | 1.000.000  |
| Neuseeland (RMNZ)            | Gold                                                                   | 7.500      |
| Schweiz (IFPI)               | Gold                                                                   | 25.000     |
| Spanien (Promusicae)         | Gold                                                                   | 50.000     |
| Vereinigte Staaten (RIAA)    | 8× Platin                                                              | 8.000.000  |
| Vereinigtes Königreich (BPI) | 2× Platin                                                              | 600.000    |
| Insgesamt                    | 7× Gold · 13× Platin · 1× Diamant ·                                    | 10.352.500 |

### Led Zeppelin II
| Land/Region                  | Auszeichnungen für Musikverkäufe (Land/Region, Auszeichnung, Verkäufe) | Verkäufe   |
| ---------------------------- | ---------------------------------------------------------------------- | ---------- |
| Argentinien (CAPIF)          | Gold                                                                   | 30.000     |
| Australien (ARIA)            | 4× Platin                                                              | 280.000    |
| Deutschland (BVMI)           | Platin                                                                 | 500.000    |
| Frankreich (SNEP)            | 2× Gold                                                                | 200.000    |
| Italien (FIMI)               | Platin                                                                 | 50.000     |
| Kanada (MC)                  | 9× Platin                                                              | 900.000    |
| Österreich (IFPI)            | Gold                                                                   | 25.000     |
| Schweden (IFPI)              | Gold                                                                   | 25.000     |
| Spanien (Promusicae)         | Gold                                                                   | 50.000     |
| Vereinigte Staaten (RIAA)    | 12× Platin                                                             | 12.000.000 |
| Vereinigtes Königreich (BPI) | 4× Platin                                                              | 1.200.000  |
| Insgesamt                    | 6× Gold · 21× Platin · 1× Diamant ·                                    | 15.310.000 |

### Led Zeppelin III
| Land/Region                  | Auszeichnungen für Musikverkäufe (Land/Region, Auszeichnung, Verkäufe) | Verkäufe  |
| ---------------------------- | ---------------------------------------------------------------------- | --------- |
| Argentinien (CAPIF)          | Platin                                                                 | 60.000    |
| Australien (ARIA)            | 3× Platin                                                              | 210.000   |
| Deutschland (BVMI)           | Gold                                                                   | 250.000   |
| Frankreich (SNEP)            | Platin                                                                 | 300.000   |
| Italien (FIMI)               | Platin                                                                 | 50.000    |
| Norwegen (IFPI)              | Silber                                                                 | 20.000    |
| Schweiz (IFPI)               | Gold                                                                   | 25.000    |
| Spanien (Promusicae)         | Platin                                                                 | 100.000   |
| Vereinigte Staaten (RIAA)    | 6× Platin                                                              | 6.000.000 |
| Vereinigtes Königreich (BPI) | Platin                                                                 | 300.000   |
| Insgesamt                    | 1× Silber · 2× Gold · 14× Platin ·                                     | 7.315.000 |

### Led Zeppelin IV/Zoso
| Land/Region                  | Auszeichnungen für Musikverkäufe (Land/Region, Auszeichnung, Verkäufe) | Verkäufe   |
| ---------------------------- | ---------------------------------------------------------------------- | ---------- |
| Argentinien (CAPIF)          | Platin (Led Zeppelin IV) · + Platin (Zoso)                             | 120.000    |
| Australien (ARIA)            | 9× Platin                                                              | 630.000    |
| Brasilien (PMB)              | Platin                                                                 | 250.000    |
| Dänemark (IFPI)              | Gold                                                                   | 10.000     |
| Deutschland (BVMI)           | 3× Gold                                                                | 750.000    |
| Frankreich (SNEP)            | 2× Platin                                                              | 600.000    |
| Italien (FIMI)               | 2× Platin                                                              | 100.000    |
| Japan (RIAJ)                 | Platin                                                                 | 200.000    |
| Kanada (MC)                  | 2× Diamant                                                             | 2.000.000  |
| Neuseeland (RMNZ)            | 7× Platin                                                              | 140.000    |
| Norwegen (IFPI)              | 2× Platin                                                              | 40.000     |
| Portugal (AFP)               | Gold                                                                   | 3.500      |
| Schweiz (IFPI)               | 2× Platin                                                              | 100.000    |
| Spanien (Promusicae)         | Platin                                                                 | 100.000    |
| Südafrika (RISA)             | Gold                                                                   | 150.000    |
| Vereinigte Staaten (RIAA)    | 24× Platin                                                             | 24.000.000 |
| Vereinigtes Königreich (BPI) | 6× Platin                                                              | 1.800.000  |
| Insgesamt                    | 4× Gold · 40× Platin · 4× Diamant ·                                    | 30.993.500 |

### Houses of the Holy/Recintos de lo sagrado
| Land/Region                  | Auszeichnungen für Musikverkäufe (Land/Region, Auszeichnung, Verkäufe) | Verkäufe   |
| ---------------------------- | ---------------------------------------------------------------------- | ---------- |
| Argentinien (CAPIF)          | Gold (Houses of the Holy) · + Gold (Recintos de lo sagrado)            | 60.000     |
| Australien (ARIA)            | 2× Platin                                                              | 140.000    |
| Deutschland (BVMI)           | Gold                                                                   | 250.000    |
| Frankreich (SNEP)            | 2× Gold                                                                | 200.000    |
| Italien (FIMI)               | Gold                                                                   | 25.000     |
| Spanien (Promusicae)         | Platin                                                                 | 100.000    |
| Vereinigte Staaten (RIAA)    | 11× Platin                                                             | 11.000.000 |
| Vereinigtes Königreich (BPI) | Platin                                                                 | 1.000.000  |
| Insgesamt                    | 6× Gold · 5× Platin · 1× Diamant ·                                     | 12.775.000 |

### Physical Graffiti
| Land/Region                  | Auszeichnungen für Musikverkäufe (Land/Region, Auszeichnung, Verkäufe) | Verkäufe   |
| ---------------------------- | ---------------------------------------------------------------------- | ---------- |
| Argentinien (CAPIF)          | Gold                                                                   | 30.000     |
| Australien (ARIA)            | 3× Platin                                                              | 210.000    |
| Deutschland (BVMI)           | Gold                                                                   | 250.000    |
| Frankreich (SNEP)            | Gold                                                                   | 100.000    |
| Italien (FIMI)               | Gold                                                                   | 25.000     |
| Neuseeland (RMNZ)            | 2× Platin                                                              | 40.000     |
| Vereinigte Staaten (RIAA)    | 16× Platin                                                             | 16.000.000 |
| Vereinigtes Königreich (BPI) | 2× Platin                                                              | 600.000    |
| Insgesamt                    | 4× Gold · 13× Platin · 1× Diamant ·                                    | 17.255.000 |

### Presence
| Land/Region                  | Auszeichnungen für Musikverkäufe (Land/Region, Auszeichnung, Verkäufe) | Verkäufe  |
| ---------------------------- | ---------------------------------------------------------------------- | --------- |
| Neuseeland (RMNZ)            | Platin                                                                 | 20.000    |
| Vereinigte Staaten (RIAA)    | 3× Platin                                                              | 3.000.000 |
| Vereinigtes Königreich (BPI) | Platin                                                                 | 300.000   |
| Insgesamt                    | 5× Platin ·                                                            | 3.320.000 |

### The Song Remains the Same
| Land/Region                  | Auszeichnungen für Musikverkäufe (Land/Region, Auszeichnung, Verkäufe) | Verkäufe  |
| ---------------------------- | ---------------------------------------------------------------------- | --------- |
| Argentinien (CAPIF)          | Gold                                                                   | 30.000    |
| Deutschland (BVMI)           | Gold                                                                   | 250.000   |
| Frankreich (SNEP)            | Gold                                                                   | 100.000   |
| Neuseeland (RMNZ)            | 3× Platin                                                              | 60.000    |
| Vereinigte Staaten (RIAA)    | 4× Platin                                                              | 4.000.000 |
| Vereinigtes Königreich (BPI) | Platin                                                                 | 300.000   |
| Insgesamt                    | 3× Gold · 8× Platin ·                                                  | 4.740.000 |

### In Through the Out Door
| Land/Region                  | Auszeichnungen für Musikverkäufe (Land/Region, Auszeichnung, Verkäufe) | Verkäufe  |
| ---------------------------- | ---------------------------------------------------------------------- | --------- |
| Argentinien (CAPIF)          | Gold                                                                   | 30.000    |
| Australien (ARIA)            | 2× Platin                                                              | 140.000   |
| Frankreich (SNEP)            | 2× Gold                                                                | 200.000   |
| Neuseeland (RMNZ)            | 2× Platin                                                              | 40.000    |
| Ungarn (MAHASZ)              | Gold                                                                   | 10.000    |
| Vereinigte Staaten (RIAA)    | 6× Platin                                                              | 6.000.000 |
| Vereinigtes Königreich (BPI) | Platin                                                                 | 300.000   |
| Insgesamt                    | 4× Gold · 11× Platin ·                                                 | 6.720.000 |

### Coda
| Land/Region                  | Auszeichnungen für Musikverkäufe (Land/Region, Auszeichnung, Verkäufe) | Verkäufe  |
| ---------------------------- | ---------------------------------------------------------------------- | --------- |
| Australien (ARIA)            | Gold                                                                   | 20.000    |
| Neuseeland (RMNZ)            | Platin                                                                 | 20.000    |
| Vereinigte Staaten (RIAA)    | Platin                                                                 | 1.000.000 |
| Vereinigtes Königreich (BPI) | Silber                                                                 | 60.000    |
| Insgesamt                    | 1× Silber · 1× Gold · 2× Platin ·                                      | 1.100.000 |

### Remasters
| Land/Region                  | Auszeichnungen für Musikverkäufe (Land/Region, Auszeichnung, Verkäufe) | Verkäufe  |
| ---------------------------- | ---------------------------------------------------------------------- | --------- |
| Argentinien (CAPIF)          | Platin                                                                 | 60.000    |
| Australien (ARIA)            | 10× Platin                                                             | 730.000   |
| Brasilien (PMB)              | Gold                                                                   | 100.000   |
| Deutschland (BVMI)           | Platin                                                                 | (500.000) |
| Europa (IFPI)                | 3× Platin                                                              | 3.000.000 |
| Finnland (IFPI)              | Gold                                                                   | (35.440)  |
| Frankreich (SNEP)            | Platin                                                                 | (300.000) |
| Italien (FIMI)               | Gold                                                                   | (25.000)  |
| Neuseeland (RMNZ)            | 11× Platin                                                             | 220.000   |
| Norwegen (IFPI)              | Gold                                                                   | (25.000)  |
| Österreich (IFPI)            | Gold                                                                   | (25.000)  |
| Schweiz (IFPI)               | Gold                                                                   | (25.000)  |
| Spanien (Promusicae)         | Platin                                                                 | (100.000) |
| Vereinigte Staaten (RIAA)    | 2× Platin                                                              | 1.000.000 |
| Vereinigtes Königreich (BPI) | 2× Platin                                                              | (600.000) |
| Insgesamt                    | 6× Gold · 32× Platin ·                                                 | 5.110.000 |

### BBC Sessions
| Land/Region                  | Auszeichnungen für Musikverkäufe (Land/Region, Auszeichnung, Verkäufe) | Verkäufe  |
| ---------------------------- | ---------------------------------------------------------------------- | --------- |
| Japan (RIAJ)                 | Gold                                                                   | 100.000   |
| Vereinigte Staaten (RIAA)    | 2× Platin                                                              | 1.000.000 |
| Vereinigtes Königreich (BPI) | Gold                                                                   | 100.000   |
| Insgesamt                    | 2× Gold · 2× Platin ·                                                  | 1.200.000 |

### Led Zeppelin Box Set Vol. 1
| Land/Region                  | Auszeichnungen für Musikverkäufe (Land/Region, Auszeichnung, Verkäufe) | Verkäufe  |
| ---------------------------- | ---------------------------------------------------------------------- | --------- |
| Vereinigte Staaten (RIAA)    | Diamant                                                                | 2.500.000 |
| Vereinigtes Königreich (BPI) | Silber                                                                 | 60.000    |
| Insgesamt                    | 1× Silber · 1× Diamant ·                                               | 2.560.000 |

### Led Zeppelin Box Set Vol. 2
| Land/Region               | Auszeichnungen für Musikverkäufe (Land/Region, Auszeichnung, Verkäufe) | Verkäufe |
| ------------------------- | ---------------------------------------------------------------------- | -------- |
| Vereinigte Staaten (RIAA) | Gold                                                                   | 250.000  |
| Insgesamt                 | 1× Gold ·                                                              | 250.000  |

### The Complete Studio Recordings
| Land/Region               | Auszeichnungen für Musikverkäufe (Land/Region, Auszeichnung, Verkäufe) | Verkäufe |
| ------------------------- | ---------------------------------------------------------------------- | -------- |
| Vereinigte Staaten (RIAA) | 2× Platin                                                              | 200.000  |
| Insgesamt                 | 2× Platin ·                                                            | 200.000  |

### Early Days: Best of Led Zeppelin Volume One
| Land/Region                  | Auszeichnungen für Musikverkäufe (Land/Region, Auszeichnung, Verkäufe) | Verkäufe  |
| ---------------------------- | ---------------------------------------------------------------------- | --------- |
| Kanada (MC)                  | Gold                                                                   | 50.000    |
| Vereinigte Staaten (RIAA)    | Platin                                                                 | 1.000.000 |
| Vereinigtes Königreich (BPI) | Silber                                                                 | 60.000    |
| Insgesamt                    | 1× Silber · 1× Gold · 1× Platin ·                                      | 1.110.000 |

### Early Days and Latter Days
| Land/Region                  | Auszeichnungen für Musikverkäufe (Land/Region, Auszeichnung, Verkäufe) | Verkäufe |
| ---------------------------- | ---------------------------------------------------------------------- | -------- |
| Vereinigte Staaten (RIAA)    | Platin                                                                 | 500.000  |
| Vereinigtes Königreich (BPI) | Platin                                                                 | 300.000  |
| Insgesamt                    | 2× Platin ·                                                            | 800.000  |

### How the West Was Won
| Land/Region                  | Auszeichnungen für Musikverkäufe (Land/Region, Auszeichnung, Verkäufe) | Verkäufe  |
| ---------------------------- | ---------------------------------------------------------------------- | --------- |
| Brasilien (PMB)              | Gold                                                                   | 50.000    |
| Kanada (MC)                  | Platin                                                                 | 100.000   |
| Vereinigte Staaten (RIAA)    | Platin                                                                 | 1.000.000 |
| Vereinigtes Königreich (BPI) | Gold                                                                   | 100.000   |
| Insgesamt                    | 2× Gold · 2× Platin ·                                                  | 1.250.000 |

### Mothership
| Land/Region                  | Auszeichnungen für Musikverkäufe (Land/Region, Auszeichnung, Verkäufe) | Verkäufe    |
| ---------------------------- | ---------------------------------------------------------------------- | ----------- |
| Australien (ARIA)            | 2× Platin                                                              | 140.000     |
| Belgien (BRMA)               | Gold                                                                   | 15.000      |
| Dänemark (IFPI)              | Gold                                                                   | 15.000      |
| Deutschland (BVMI)           | 3× Gold                                                                | 300.000     |
| Europa (IFPI)                | Platin                                                                 | (1.000.000) |
| Finnland (IFPI)              | Gold                                                                   | 18.716      |
| Frankreich (SNEP)            | Platin                                                                 | 100.000     |
| Irland (IRMA)                | 3× Platin                                                              | 45.000      |
| Italien (FIMI)               | Platin                                                                 | 60.000      |
| Japan (RIAJ)                 | Gold                                                                   | 100.000     |
| Kanada (MC)                  | 3× Platin                                                              | 300.000     |
| Neuseeland (RMNZ)            | 4× Platin                                                              | 60.000      |
| Österreich (IFPI)            | Gold                                                                   | 10.000      |
| Polen (ZPAV)                 | Platin                                                                 | 20.000      |
| Schweiz (IFPI)               | Gold                                                                   | 15.000      |
| Vereinigte Staaten (RIAA)    | 2× Platin                                                              | 2.000.000   |
| Vereinigtes Königreich (BPI) | 4× Platin                                                              | 1.200.000   |
| Insgesamt                    | 6× Gold · 23× Platin ·                                                 | 4.398.716   |

### Celebration Day
| Land/Region                  | Auszeichnungen für Musikverkäufe (Land/Region, Auszeichnung, Verkäufe) | Verkäufe  |
| ---------------------------- | ---------------------------------------------------------------------- | --------- |
| Australien (ARIA)            | Gold                                                                   | 35.000    |
| Brasilien (PMB)              | Platin                                                                 | 40.000    |
| Dänemark (IFPI)              | Gold                                                                   | 10.000    |
| Deutschland (BVMI)           | Platin                                                                 | 200.000   |
| Finnland (IFPI)              | Gold                                                                   | 13.999    |
| Frankreich (SNEP)            | Gold                                                                   | 50.000    |
| Irland (IRMA)                | Gold                                                                   | 7.500     |
| Italien (FIMI)               | Platin                                                                 | 50.000    |
| Kanada (MC)                  | 2× Platin                                                              | 160.000   |
| Mexiko (AMPROFON)            | Gold                                                                   | 30.000    |
| Neuseeland (RMNZ)            | 2× Platin                                                              | 30.000    |
| Österreich (IFPI)            | Gold                                                                   | 10.000    |
| Polen (ZPAV)                 | Diamant                                                                | 100.000   |
| Schweden (IFPI)              | Gold                                                                   | 20.000    |
| Schweiz (IFPI)               | Gold                                                                   | 15.000    |
| Ungarn (MAHASZ)              | Gold                                                                   | 3.000     |
| Vereinigtes Königreich (BPI) | Platin                                                                 | 300.000   |
| Insgesamt                    | 10× Gold · 8× Platin · 1× Diamant ·                                    | 1.074.499 |

## Auszeichnungen nach Singles

### Good Times Bad Times
| Land/Region                  | Auszeichnungen für Musikverkäufe (Land/Region, Auszeichnung, Verkäufe) | Verkäufe |
| ---------------------------- | ---------------------------------------------------------------------- | -------- |
| Neuseeland (RMNZ)            | Gold                                                                   | 15.000   |
| Vereinigtes Königreich (BPI) | Silber                                                                 | 200.000  |
| Insgesamt                    | 1× Silber · 1× Gold ·                                                  | 215.000  |

### Whole Lotta Love
| Land/Region                  | Auszeichnungen für Musikverkäufe (Land/Region, Auszeichnung, Verkäufe) | Verkäufe  |
| ---------------------------- | ---------------------------------------------------------------------- | --------- |
| Deutschland (BVMI)           | —                                                                      | 400.000   |
| Italien (FIMI)               | Platin                                                                 | 50.000    |
| Neuseeland (RMNZ)            | Platin                                                                 | 30.000    |
| Spanien (Promusicae)         | Platin                                                                 | 60.000    |
| Vereinigte Staaten (RIAA)    | Gold                                                                   | 1.000.000 |
| Vereinigtes Königreich (BPI) | Platin                                                                 | 600.000   |
| Insgesamt                    | 1× Gold · 4× Platin ·                                                  | 2.140.000 |

### Immigrant Song
| Land/Region                  | Auszeichnungen für Musikverkäufe (Land/Region, Auszeichnung, Verkäufe) | Verkäufe |
| ---------------------------- | ---------------------------------------------------------------------- | -------- |
| Italien (FIMI)               | Platin                                                                 | 100.000  |
| Neuseeland (RMNZ)            | 2× Platin                                                              | 60.000   |
| Spanien (Promusicae)         | Platin                                                                 | 60.000   |
| Vereinigtes Königreich (BPI) | Platin                                                                 | 600.000  |
| Insgesamt                    | 5× Platin ·                                                            | 820.000  |

### Black Dog
| Land/Region                  | Auszeichnungen für Musikverkäufe (Land/Region, Auszeichnung, Verkäufe) | Verkäufe |
| ---------------------------- | ---------------------------------------------------------------------- | -------- |
| Neuseeland (RMNZ)            | Platin                                                                 | 30.000   |
| Vereinigtes Königreich (BPI) | Silber                                                                 | 200.000  |
| Insgesamt                    | 1× Silber · 1× Platin ·                                                | 230.000  |

### Rock and Roll
| Land/Region                  | Auszeichnungen für Musikverkäufe (Land/Region, Auszeichnung, Verkäufe) | Verkäufe |
| ---------------------------- | ---------------------------------------------------------------------- | -------- |
| Neuseeland (RMNZ)            | Gold                                                                   | 15.000   |
| Vereinigtes Königreich (BPI) | Silber                                                                 | 200.000  |
| Insgesamt                    | 1× Silber · 1× Gold ·                                                  | 215.000  |

### Stairway to Heaven
| Land/Region                  | Auszeichnungen für Musikverkäufe (Land/Region, Auszeichnung, Verkäufe) | Verkäufe  |
| ---------------------------- | ---------------------------------------------------------------------- | --------- |
| Dänemark (IFPI)              | Platin                                                                 | 90.000    |
| Italien (FIMI)               | 2× Platin                                                              | 100.000   |
| Neuseeland (RMNZ)            | 4× Platin                                                              | 120.000   |
| Spanien (Promusicae)         | Platin                                                                 | 60.000    |
| Vereinigtes Königreich (BPI) | 2× Platin                                                              | 1.200.000 |
| Insgesamt                    | 10× Platin ·                                                           | 1.570.000 |

### D’yer Mak’er
| Land/Region       | Auszeichnungen für Musikverkäufe (Land/Region, Auszeichnung, Verkäufe) | Verkäufe |
| ----------------- | ---------------------------------------------------------------------- | -------- |
| Neuseeland (RMNZ) | Gold                                                                   | 15.000   |
| Insgesamt         | 1× Gold ·                                                              | 15.000   |

### Over the Hills and Far Away
| Land/Region       | Auszeichnungen für Musikverkäufe (Land/Region, Auszeichnung, Verkäufe) | Verkäufe |
| ----------------- | ---------------------------------------------------------------------- | -------- |
| Neuseeland (RMNZ) | Gold                                                                   | 15.000   |
| Insgesamt         | 1× Gold ·                                                              | 15.000   |

### Kashmir
| Land/Region                  | Auszeichnungen für Musikverkäufe (Land/Region, Auszeichnung, Verkäufe) | Verkäufe |
| ---------------------------- | ---------------------------------------------------------------------- | -------- |
| Neuseeland (RMNZ)            | Platin                                                                 | 30.000   |
| Vereinigtes Königreich (BPI) | Silber                                                                 | 200.000  |
| Insgesamt                    | 1× Silber · 1× Platin ·                                                | 230.000  |

## Auszeichnungen nach Liedern

### Going to California
| Land/Region                  | Auszeichnungen für Musikverkäufe (Land/Region, Auszeichnung, Verkäufe) | Verkäufe |
| ---------------------------- | ---------------------------------------------------------------------- | -------- |
| Neuseeland (RMNZ)            | Platin                                                                 | 30.000   |
| Vereinigtes Königreich (BPI) | Silber                                                                 | 200.000  |
| Insgesamt                    | 1× Silber · 1× Platin ·                                                | 230.000  |

### Ramble On
| Land/Region                  | Auszeichnungen für Musikverkäufe (Land/Region, Auszeichnung, Verkäufe) | Verkäufe |
| ---------------------------- | ---------------------------------------------------------------------- | -------- |
| Neuseeland (RMNZ)            | Platin                                                                 | 30.000   |
| Vereinigtes Königreich (BPI) | Silber                                                                 | 200.000  |
| Insgesamt                    | 1× Silber · 1× Platin ·                                                | 230.000  |

## Auszeichnungen nach Videoalben

### The Song Remains the Same
| Land/Region                  | Auszeichnungen für Musikverkäufe (Land/Region, Auszeichnung, Verkäufe) | Verkäufe |
| ---------------------------- | ---------------------------------------------------------------------- | -------- |
| Vereinigtes Königreich (BPI) | 6× Platin                                                              | 300.000  |
| Insgesamt                    | 6× Platin ·                                                            | 300.000  |

### Led Zeppelin
| Land/Region                  | Auszeichnungen für Musikverkäufe (Land/Region, Auszeichnung, Verkäufe) | Verkäufe  |
| ---------------------------- | ---------------------------------------------------------------------- | --------- |
| Argentinien (CAPIF)          | Platin                                                                 | 8.000     |
| Australien (ARIA)            | 7× Platin                                                              | 105.000   |
| Brasilien (PMB)              | Diamant                                                                | 100.000   |
| Finnland (IFPI)              | Platin                                                                 | 10.006    |
| Frankreich (SNEP)            | 3× Platin                                                              | 30.000    |
| Japan (RIAJ)                 | Gold                                                                   | 100.000   |
| Kanada (MC)                  | 2× Diamant                                                             | 200.000   |
| Portugal (AFP)               | Platin                                                                 | 8.000     |
| Vereinigte Staaten (RIAA)    | 13× Platin                                                             | 650.000   |
| Vereinigtes Königreich (BPI) | 5× Platin                                                              | 250.000   |
| Insgesamt                    | 1× Gold · 32× Platin · 3× Diamant ·                                    | 1.461.006 |

### Mothership
| Land/Region        | Auszeichnungen für Musikverkäufe (Land/Region, Auszeichnung, Verkäufe) | Verkäufe |
| ------------------ | ---------------------------------------------------------------------- | -------- |
| Deutschland (BVMI) | 2× Platin                                                              | 100.000  |
| Insgesamt          | 2× Platin ·                                                            | 100.000  |

### Celebration Day
| Land/Region               | Auszeichnungen für Musikverkäufe (Land/Region, Auszeichnung, Verkäufe) | Verkäufe |
| ------------------------- | ---------------------------------------------------------------------- | -------- |
| Brasilien (PMB)           | Platin                                                                 | 30.000   |
| Deutschland (BVMI)        | 7× Gold                                                                | 175.000  |
| Schweiz (IFPI)            | Platin                                                                 | 6.000    |
| Vereinigte Staaten (RIAA) | 3× Platin                                                              | 300.000  |
| Insgesamt                 | 1× Gold · 8× Platin ·                                                  | 511.000  |

## Statistik und Quellen
| Land/RegionAuszeichnungen für Musikverkäufe (Land/Region, Auszeichnungen, Verkäufe, Quellen) | Silber       | Gold       | Platin         | Diamant       | Verkäufe    | Quellen                                                   |
| -------------------------------------------------------------------------------------------- | ------------ | ---------- | -------------- | ------------- | ----------- | --------------------------------------------------------- |
| Argentinien (CAPIF)                                                                          | —            | 7× Gold7   | 5× Platin5     | —             | 810.000     | capif.org.ar AR2                                          |
| Australien (ARIA)                                                                            | —            | 2× Gold2   | 44× Platin44   | —             | 2.780.000   | aria.com.au                                               |
| Belgien (BRMA)                                                                               | —            | Gold1      | —              | —             | 15.000      | ultratop.be                                               |
| Brasilien (PMB)                                                                              | —            | 2× Gold2   | 3× Platin3     | Diamant1      | 1.520.000   | pro-musicabr.org.br                                       |
| Dänemark (IFPI)                                                                              | —            | 3× Gold3   | Platin1        | —             | 125.000     | ifpi.dk                                                   |
| Deutschland (BVMI)                                                                           | —            | 8× Gold8   | 10× Platin10   | —             | 4.475.000   | musikindustrie.de                                         |
| Europa (IFPI)                                                                                | —            | —          | 4× Platin4     | —             | (4.000.000) | ifpi.org (Memento vom 1. Januar 2014 im Internet Archive) |
| Finnland (IFPI)                                                                              | —            | 3× Gold3   | Platin1        | —             | 78.161      | ifpi.fi                                                   |
| Frankreich (SNEP)                                                                            | —            | 10× Gold10 | 8× Platin8     | —             | 2.310.000   | infodisc.fr                                               |
| Irland (IRMA)                                                                                | —            | Gold1      | 3× Platin3     | —             | 52.500      | irishcharts.ie                                            |
| Italien (FIMI)                                                                               | —            | 3× Gold3   | 11× Platin11   | —             | 685.000     | fimi.it                                                   |
| Japan (RIAJ)                                                                                 | —            | 4× Gold4   | Platin1        | —             | 600.000     | riaj.or.jp                                                |
| Kanada (MC)                                                                                  | —            | Gold1      | 15× Platin15   | 5× Diamant5   | 4.710.000   | musiccanada.com                                           |
| Mexiko (AMPROFON)                                                                            | —            | Gold1      | —              | —             | 30.000      | amprofon.com.mx                                           |
| Neuseeland (RMNZ)                                                                            | —            | 5× Gold5   | 44× Platin44   | —             | 1.027.500   | aotearoamusiccharts.co.nz NZ2 NZ3                         |
| Norwegen (IFPI)                                                                              | Silber1      | Gold1      | 2× Platin2     | —             | 85.000      | ifpi.no NO2                                               |
| Österreich (IFPI)                                                                            | —            | 4× Gold4   | —              | —             | 70.000      | ifpi.at                                                   |
| Polen (ZPAV)                                                                                 | —            | —          | Platin1        | Diamant1      | 120.000     | olis.pl                                                   |
| Portugal (AFP)                                                                               | —            | Gold1      | Platin1        | —             | 11.500      | Einzelnachweise                                           |
| Schweden (IFPI)                                                                              | —            | 2× Gold2   | —              | —             | 45.000      | sverigetopplistan.se                                      |
| Schweiz (IFPI)                                                                               | —            | 5× Gold5   | 3× Platin3     | —             | 211.000     | hitparade.ch                                              |
| Spanien (Promusicae)                                                                         | —            | 2× Gold2   | 7× Platin7     | —             | 680.000     | elportaldemusica.es                                       |
| Südafrika (RISA)                                                                             | —            | Gold1      | —              | —             | 150.000     | Einzelnachweise                                           |
| Ungarn (MAHASZ)                                                                              | —            | 2× Gold2   | —              | —             | 13.000      | slagerlistak.hu                                           |
| Vereinigte Staaten (RIAA)                                                                    | —            | 2× Gold2   | 68× Platin68   | 6× Diamant6   | 112.500.000 | riaa.com                                                  |
| Vereinigtes Königreich (BPI)                                                                 | 9× Silber9   | 2× Gold2   | 42× Platin42   | —             | 13.330.000  | bpi.co.uk                                                 |
| Insgesamt                                                                                    | 10× Silber10 | 73× Gold73 | 274× Platin274 | 13× Diamant13 |             |                                                           |